# Episema tersoides
Episema tersoides är en fjärilsart som beskrevs av Charles Boursin 1951. Episema tersoides ingår i släktet Episema och familjen nattflyn. Inga underarter finns listade i Catalogue of Life.